# يفغيني كراسنوف
يفغيني كراسنوف (بالروسية: Евгений Краснов)‏ هو لاعب كرة قدم بيلاروسي في مركز الهجوم، ولد في 9 فبراير 1998 في موجيلوف في بيلاروس. لعب مع نادي فيتيبسك.

## وصلات خارجية
- يفغيني كراسنوف على موقع قاعدة بيانات كرة القدم.إي يو (الإنجليزية)
- يفغيني كراسنوف على موقع Soccerway.com (الإنجليزية)